# Alphons Egli
Pour les articles homonymes, voir Egli (homonymie).
Alphons Egli, né le 8 octobre 1924 à Lucerne (originaire du même lieu et d'Entlebuch) et mort le 5 août 2016 dans la même ville, est un avocat et homme politique suisse, membre du Parti démocrate-chrétien (PDC). Il est conseiller fédéral de 1983 à 1986.

## Biographie
Originaire de Lucerne et d'Entlebuch, Alphons Egli effectue ses études gymnasiales à Engelberg, à Saint-Maurice et à Lucerne, puis étudie le droit à Zurich, Rome et Berne. Il obtient son doctorat en droit en 1949 et son brevet d'avocat en 1951.
En 1952, il ouvre une étude d'avocat. Il exerce cette profession jusqu'en 1982. Après son départ du Conseil fédéral, il devient consultant indépendant.
Marié à la fille d'une personnalité politique saint-galloise, il est lieutenant-colonel d'infanterie à l'armée.

### Parcours politique
Alphons Egli est député PDC au Grand Conseil lucernois de 1967 à 1975. 
Candidat malheureux au Conseil national en 1971, il est élu au Conseil des États en 1975 et y siège jusqu'à son accession au Conseil fédéral. Élu le 8 décembre 1982 (90e conseiller fédéral de l'histoire[réf. nécessaire]), il prend la tête du Département de l'intérieur le 1er janvier suivant. Il est président de la Confédération en 1986. Il présente à ce titre les excuses officielles de la Confédération suisse aux enfants placés.
Il s'intéresse à la sauvegarde des forêts, s'attaquant au problème de la mort des forêts, et évoque la possibilité d'une Suisse sans énergie nucléaire. Il dépose notamment un postulat en 1979 visant à étudier l'arrêt de la construction de la centrale nucléaire de Kaiseraugst.
Dans les années 1980 il fait partie de la P26.
Il quitte le Conseil fédéral à la fin de l'année 1986 pour raisons de santé.